# Підводний апарат
Підводний апарат (англ. autonomous underwater vehicle; нім. autonomer Unterwassergerät n) — апарат з власним джерелом енергопостачання, призначений для заміни людини під час виконання робіт під водою (досліджень дна океану, візуального інспектування, допомоги при бурінні та будівництві, деяких видів обслуговування та ремонту обладнання трубопроводів).